# 錦戸亮
錦戸 亮（にしきど りょう、1984年〈昭和59年〉11月3日 - ）は、日本の歌手、俳優、シンガーソングライター、ギタリスト。関ジャニ∞、NEWSの元メンバーであり、関ジャニ∞では主にメインボーカル、ギターを担当していた。
大阪府門真市出身。所属レーベルは自主レーベル『NOMAD RECORDS』（ノマド・レコーズ）。公式ファンクラブは『NFC』（エヌエフシー）。
2019年9月30日までの所属事務所はジャニーズ事務所。2019年からは赤西仁とのユニット・N/Aとしての活動も並行して行っている。

## 来歴

### ジャニーズ事務所所属時代
- 1996年、自身が小学6年生の時に、当時の友人が「ジャニーズ入ろうぜ！ここに履歴書送ったらオーディションとか受けれるらしいし。一緒に送ろうぜ！」と言われ、その友人達とジャニーズ事務所に履歴書を送り、約1年後の中学1年生の時にオーディションの通知が届き、1997年9月6日に丸山隆平（2回目[注 1]）や安田章大や大倉忠義も参加したオーディションを受け、合格を果たす[9][10]。
- その後、関西ジャニーズJr.の一員として活躍し、1998年6月には、丸山や安田と共に結成したB.I.G. WESTのメンバーとしても活動した[11][12]。
- 1998年7月期、朝日放送・テレビ朝日系木曜時代劇『びんぼう同心御用帳』でテレビドラマ初出演[13][14]。
- 2000年2月、Secret Agent名義でシングル『Secret Agent Man』でCDデビュー[注 2][10][15]。
- 2000年12月、BS-i開局記念スペシャルドラマ『Peace Wave〜ウクレレと少年〜』でテレビドラマ初主演[16][注 3]。
- 2002年12月、関西ジャニーズJr.のメンバーで関ジャニ8（後の関ジャニ∞）を結成[17]。
- 2003年9月、『バレーボールワールドカップ2003』のイメージキャラクターとして結成されたNEWSのメンバーに選ばれ、同年11月にはシングル『NEWSニッポン』でNEWSとして再びCDデビューを果たした[18]。以降、約8年間、関ジャニ8（関ジャニ∞）と兼任して活動を行っていた[4]。
- 2003年後期、NHK連続テレビ小説『てるてる家族』でヒロインの相手役・桑原和人役で朝ドラ初出演を果たし[19][20]、2003年度の『第7回 日刊スポーツ・ドラマグランプリ』で同年10月期および2004年1月期で新人賞を受賞し、2003年度の年間でも新人賞を受賞した[21]。
- 2004年5月にはシングル『希望〜Yell〜』でNEWSとして[22][23]、同年8月にはシングル『浪花いろは節』で関ジャニ∞として共にメジャーデビューを果たした[17]。期間限定を除くCDデビューしたグループに複数所属するのはジャニーズ事務所としては初の試みであった[24][注 4]。
- 2006年1月、自身初のソロライブ『錦戸亮 LIVE』を横浜アリーナと大阪城ホールで開催した[25]。
- 2008年4月期、フジテレビ系木曜劇場『ラスト・フレンズ』でDV男役を演じ[26]、2008年度の『第12回 日刊スポーツ・ドラマグランプリ』や『第57回 ザテレビジョンドラマアカデミー賞』で助演男優賞を受賞した[27][28]。更に、月刊誌『日経エンタテイメント』の「イメージダウンした俳優」ランキングでも1位に選ばれた[27]。
- 同年10月期、TBS系金曜ドラマ『流星の絆』で主人公の弟役を演じ[29]、『TV LIFE 第18回 年間ドラマ大賞2008』で助演男優賞を受賞した[30]。尚、自身は『ラスト・フレンズ』としても同賞で第2位を受賞しており、同年度の第1位と第2位を独占する結果となった[30]。
- 2010年7月、ジェイ・ストーム配給映画『ちょんまげぷりん』で映画初出演にして初主演[31][注 5]。
- 2011年4月期、テレビ朝日系金曜ナイトドラマ『犬を飼うということ〜スカイと我が家の180日〜』で連続ドラマ初主演[32]。
- 同年7月期、フジテレビ系月9ドラマ『全開ガール』で月9ドラマ初出演[33][34]。
- 同年10月7日、NEWSから脱退し、関ジャニ∞の活動に専念することを発表[4][35]。
- 2012年4月期、TBS系木曜ドラマ9『パパドル!』でゴールデン帯の連続ドラマ初主演[36][37][38]。
- 2014年10月期、TBS系日曜劇場『ごめんね青春!』で日曜劇場初出演にして初主演[39]。
- 2015年10月期、テレビ朝日系金曜ナイトドラマ『サムライせんせい』で主演を務め、初めて歴史人物・武市半平太を演じた[40]。
- 2018年、NHK大河ドラマ『西郷どん』で、主人公の弟・西郷従道（西郷信吾）役で大河ドラマ初出演[41][42]。
- 同年1月、自身の主演映画『羊の木』の会見で、ジャニーズ事務所が初めてインターネット媒体への所属アーティストの画像掲載を解禁し、自身がその1人目となった[43][44]。
- 2019年1月期、フジテレビ系月9ドラマ『トレース〜科捜研の男〜』で月9ドラマ初主演[45][46]。
- 同年9月5日、2日前の同年9月3日に開催された、関ジャニ∞のライブツアー『十五祭』の千秋楽公演をもって関ジャニ∞を脱退したこと、同年9月30日をもってジャニーズ事務所を退所することを発表[7][47]。
- 同年9月30日、ジャニーズ事務所を退所した[7][47]。

### ソロアーティスト時代

#### 2019年
- 10月1日、シンガーソングライターとして、ソロ活動を開始[6]。同時に、後述のアルバム『NOMAD』を12月に発売してソロデビューすること、11月から初のソロライブツアーを開催すること、自主レーベル『NOMAD RECORDS』とファンクラブ『NFC』を発足したこと、公式サイト・YouTubeチャンネル・各SNS[注 6]を開設したことを発表した[6]。
- 10月30日、後述のアルバム『NOMAD』より「ノマド」を先行配信した[48]。関ジャニ∞時代を含めて自身初となるフル音源の楽曲配信である。
- 11月1日 - 12月19日、自身初となるソロライブツアー『錦戸亮 LIVE TOUR 2019 "NOMAD"』を開催[49]。
- 12月11日、自身初のソロアルバム『NOMAD』を発売し、ソロデビューを果たした[6]。

#### 2020年
- 7月1日、日本ロレアルによるメイクアップブランド『MAYBELLINE NEW YORK』のジャパンブランドサポーターに就任したことが発表された[50]。8月上旬よりブランドムービーへの出演や、人気マスカラ『ラッシュニスタ N』のweb・屋外・店頭広告などさまざまなキャンペーンに登場した[50]。
- 8月1日 - 6日、自身初のファンミーティングイベント『RYO NISHIKIDO FAN MEETING 2020』を神奈川と大阪の2会場で開催[51][52]。
- 10月8日、自身初の日本武道館公演『錦戸亮 ONLINE LIVE "不撓不屈" at 日本武道館』を開催[53][54]。尚、日本武道館で無観客ライブが開催されるのは、1964年の開館から56年の歴史で初である[53]。更に、前日の7日には、公式ファンクラブ「NFC」会員限定で、同ライブの前夜祭配信ライブ『錦戸亮 ONLINE LIVE "孤軍奮闘" at 日本武道館』も開催された[53][55]。

#### 2021年
- 1月27日、自身の2作目となるフルアルバム『Note』を発売[56][57]。同年3月5日 - 31日には、同アルバムのリリース記念イベント『Note Release Event 2021』を開催[58]。
- 3月6日 - 31日、自身2度目のソロライブツアーであり、初のファンクラブ限定ライブツアー『錦戸亮 LIVE 2021 "Note"』を開催[59]。その他イベントを除き、前ライブツアー『錦戸亮 LIVE TOUR 2019 "NOMAD"』以来、約1年3か月振りの有観客ライブとなる。
- 3月19日、アメリカ合衆国のカジュアル系ファッションブランド『American Eagle Japan』のアンバサダーに就任した[60][61]。
- 4月15日 - 6月14日、自身3度目となるソロライブツアー『錦戸亮 LIVE TOUR 2021 "Note"』を開催[62][63]。
- 7月14日、独立後初の演技作品である配信短編映画『No Return』で配信映画初主演及び初出演[64][65]。同映画は、Amazon Musicが企画する「音楽×短編映画」の組み合せで音楽作品と映像作品を制作・配信する新プロジェクト『Amazon Music presents Music4Cinema』の1作品として、Amazon Musicアプリ、Amazon Prime Video、Amazon Music公式YouTubeアカウントで配信された[66]。更に、同映画の主題歌として書き下ろしの新曲「ジンクス」を起用[67]。自身のソロ楽曲にタイアップが付くのは初であり、独立後初のタイアップである。
- 11月3日、千葉・幕張メッセイベントホールにて自身初のバースデーライブ『RYO NISHIKIDO "3N7" Supported by NO GOOD TV』が開催された[68]。
- 11月4日、自身がジャパンブランドサポーターを務める上述の『メイベリン ニューヨーク』をスポンサーに迎え、上述のバースデーライブの2日目となる『RYO NISHIKIDO "3N7" -DAY2- Presented by MAYBELLINE NEW YORK』を開催[69][70]。
- 12月8日 - 18日、自身初のアリーナツアー『RYO NISHIKIDO LIVE 2021 "SHABBY"』が開催された[71][72][73][74]。

#### 2022年
- 3月1日、JIMOS『SINN PURETÉ』のブランドアンバサダーに就任[75][76]。以降、ブランドアンバサダー就任記念キャンペーンや、WEB広告や街頭広告、テレビCM（地域限定）等が展開された[75]。
- 3月4日 - 21日、東京・有楽町マルイで、自身初の展覧会イベント『錦戸亮 "Note" 展覧会 in OIOI』を開催[77]。同年5月・6月にも大阪・なんばマルイで『錦戸亮 "もうひとつのNote" 展覧会 in OIOI』を開催[78]。
- 10月18日 - 12月20日、後述のアルバム『Nocturnal』を引っさげた全国ホールツアー『RYO NISHIKIDO LIVE TOUR 2022 "Nocturnal"』を開催[79][80]。
- 11月30日、自身3作目となるフルアルバム『Nocturnal』を発売[79][81]。

#### 2023年
- 5月14日より、NHK BSプレミアムのプレミアムドラマ『家族だから愛したんじゃなくて、愛したのが家族だった』で、2019年1月期に放送されたフジテレビ系月9ドラマ『トレース〜科捜研の男〜』以来、約4年振り、独立後初のテレビドラマ出演を果たした[82][83][84]。
- 6月22日、TBSテレビ制作によるNetflixシリーズの配信ドラマ『離婚しようよ』で配信ドラマおよびNetflixドラマ初出演を果たした[85][86][87]。
- 10月23日 - 11月16日、自身2度目となるファンクラブ限定ライブツアー『RYO NISHIKIDO Fan Club Tour 2023 "Untitled"』を開催[88]。

#### 2024年
- 2月17日 - 4月13日、全国ホールツアー『RYO NISHIKIDO LIVE TOUR 2024 "NOMADOFNOWHERE"』を開催[89]。
- 2月23日、TBS系金曜ドラマ『不適切にもほどがある!』で、前述の『トレース』以来約5年振り、独立後初となる地上波のテレビドラマへの出演を果たした[90][91]。なお、TBS系列のテレビドラマに出演するのは、自身が主演した『ごめんね青春!』以来約10年振りとなった[90][91]。
- 3月1日、パトリック・ディキンソン監督の日英合作映画『コットンテール』（ロングライド配給）で独立後初となる劇場映画への出演を果たした[92][93][94][注 7]。同作の情報解禁後に配信短編映画『No Return』への出演はあったが、劇場映画への出演は2018年に公開された『羊の木』以来、約5年振りとなった。
- 4月期、フジテレビ系木曜劇場『Re:リベンジ-欲望の果てに-』で、約5年振り、独立後初となる地上波のテレビドラマへのレギュラー出演を果たした[95][96]。
- 9月12日 - 29日、自身初の試みとなる「生前葬」と称したホールツアー『錦戸亮 A-LIVE "歌葬"』を開催[97]。

#### 2025年
- 11月3日、東京・東京ガーデンシアターにて、自身2度目となるバースデーライブ『RYO NISHIKIDO LIVE 2025』を開催予定[98]。

## 人物

### 本人
出生は兵庫県尼崎市だが、居住したことはなく、大阪府門真市で育った。
学生時代は、通知表に毎学期「落ち着きがない」と書かれており、いたずらっ子集団の中にも居た。
高校には進学していたが、公立ではなく私立の高校に通うことになり、父親に「私立に行くなら自分で払え！」と言われたため、高校の学費は自分で払っていたという。しかし、高校1年生の時に、テレビドラマ初主演となったBS-i開局記念スペシャルドラマ『Peace Wave〜ウクレレと少年〜』の撮影で約1か月間ハワイに行かなければならず、その時の出席日数が足りなくなる恐れがあったため高校側に相談したところ、膨大な課題を与えられ、「ハワイ滞在中にそれをこなせば出席扱いにする」とのことだったが、ハワイでも台詞を覚えなければならず、課題をこなすまでの余裕が無かったため、最終的に課題をこなせなかったことで高校2年生に進級するための単位が足らず、「ならもう辞めよう」と決意し、高校を退学した。その際に、父親から「お前、この先どうするつもりだ」と聞かれ、その時に初めて「この世界（芸能界）でやってみようと思う」と宣言したという。尚、自身通っていた高校には、後に関ジャニ∞として共に活動する丸山隆平も通っていた。
関西ジャニーズJr.時代には、『熱血恋愛道』（日本テレビ系列）や前述の『Peace Wave』などのドラマで主演を務めたり、Secret Agent名義でCDデビューを果たしたり、舞台『PLAYZONE』や東山紀之のディナーショーに個人で出演するなど、関西ジャニーズJr.の中でもエリートのような存在だったが、高校を中退後、変声期を境に仕事が激減。長期の仕事は1年に1〜2本舞台がある程度にまでなったといい、一時は事務所を辞めようか迷ったという。特に、東京で仕事をする際には、グループではなく自身1人で呼ばれることもあったため、ホテルで生活することが多く、ずっと1人だったといい、そのような生活の中、2001年の自身の誕生日の時に、稽古終わりにホテルに戻るとフロントマンから母親からの「お誕生日おめでとう」と書かれた手紙を渡され、ホテルの部屋で号泣したという。そのこともあり、ずっと実家に帰りたかったというが、「『自分でやる』って言うたのに、『帰りたい』なんて、親には絶対口が裂けても言われへん」と複雑な想いがあり、「やれるとこまでやろう」と思っていたという。そこで、安田に「仕事辞めようかな」と相談してその時期は乗り越えたという。その後、2002年に後の関ジャニ∞が全員出演する舞台『ANOTHER』が決まり、「これが最後のチャンスや！」との想いで臨み、全員が同じく「これを逃したら終わる」という危機感を持っていたことから一体感が生まれ、「仲間」という存在が出来たという。
東京で一人暮らしを始めたのは20歳の時からである。これは、自身と同じく関ジャニ∞とNEWSのメンバーを掛け持ちしてグループでメインを張っていた内博貴が謹慎した直後に、火曜ドラマ『1リットルの涙』（フジテレビ系列）のオファーが来たため、グループを背負う責任感から「俺はこの仕事を死ぬ気でやらなあかん」と考え、当時社長だったジャニー喜多川に「東京に住んで死ぬ気で頑張ります」と電話を掛け、東京で一人暮らしを始めた。

### 家族
4人兄妹の三男で、3歳上と2歳上の兄と2歳下の妹がいる。幼少期には次男とよく喧嘩をしており、手を骨折したこともある。特に妹とは仲が良く、妹の結婚式で、妹の夫に対して「（妹を）泣かせたらシバくぞ！」と言いながら自身は号泣していたという。
両親とも仲が良く、反抗期も無かったという。

### 音楽活動
ギターを始めたきっかけは、中学1年生の時に、兄がファンだったMr.Childrenの影響でギターを練習しており、そこから自身も見よう見まねでギターの練習を始めた。しかし、Fコードが抑えられずに一度挫折したという。
初めて購入したギターは、16歳の時に購入したマーティンの『D-41 SPECIAL』である。これは、ギターを始めた当初は安田章大のギターを借りて練習していたが、自分のギターが欲しくなり、当時の錦戸にとっては高価なギターだったが、周りから「（ギターは）高いのを買った方が練習するよ」とアドバイスを貰い、同器を購入した。また、2本目および初めてのエレキギターはフェンダーの『Telecaster Deluxe』を購入した。これは、後述の尊敬するギタリストであるジョン・フルシアンテや斉藤和義がよくフェンダーを使用しており、フェンダーに対して憧れを抱いていたからだという。しかし、同器にビグスビーを取り付けようと自分で穴を空けたら失敗し、チューニングが全く合わなくなったという。
尊敬しているギタリストは、レッド・ホット・チリ・ペッパーズのジョン・フルシアンテと斉藤和義。特に、斉藤とは親交があり、錦戸が斉藤に頼んだのがきっかけで、関ジャニ∞のアルバム『PUZZLE』の表題曲「パズル」を斉藤が作詞・作曲・編曲を手掛けた。
自宅にはギターだけでなくベースやドラムなど、様々な楽器がある。これは、作曲する際に、有り得ない動きやフィルを入れないために、「最低限のことは知っておきたい」という理由からだという。
グループ時代には、自身のソロ曲の作詞・作曲だけでなく、「Tokyoholic」（作詞・作曲・編曲）など関ジャニ∞のグループ楽曲でも作詞・作曲を多く手掛けていた。
作曲は基本的にギターで行うことが多く、自身の楽曲「Silence」など、ピアノで作曲する場合もあるが、ピアノのコードよりもギターのコードの方が多く覚えているため、ピアノで作曲を始めたとしても最終的にはギターのコードに書き起こすことが多いという。
編曲は『Logic Pro』を使用することが多く、20歳の時から『GarageBand』を使用した曲作りを始め、22歳の時に『Logic Pro』を購入し、そこから『Logic』を使用した曲作りにのめり込んでいったという。関ジャニ∞の「Traffic」なども『Logic』を使用して制作された。

#### 使用器材
- ギター
  - エレクトリック・ギター
    - Fender USA Custom Shop Master Build Yuriy Shishkov『Stratocaster』[109]
      - 親交のある斉藤和義とフェンダーを訪れた際に、斉藤に勧められて購入した[109]。

    - Fender USA Custom Shop Master Build John Cruz『Telecaster』[109]
    - Fender『American Acoustasonic Telecaster』[110]
    - Gibson『Les Paul Junior 1987年製』[109]
    - Gibson『ES-345』[114]
      - ギブソンから借りており、自宅でのレコーディングなどで使用している[114]。

    - Gibson『ES-355 1967年製』[114]
      - ボディカラーはペルハムブルー[114]。
      - 関ジャニ∞のライブツアー『関ジャニ∞の元気が出るLIVE!!』が終わった後に購入し、2016年時点で自身が所有しているギターの中で最高額だという[115]。

  - アコースティック・ギター
    - Martin『D-41 SPECIAL』[109]
      - 自身が初めて買ったギター[109]。

    - Gibson『J-50 Modern Classic 2010年製』[109]
    - Gibson『J-45』
      - ボディカラーはチェリーレッドで、これは斉藤和義が黒い『J-45』を使っていたためだという[114]。
      - 自宅で楽曲制作をする際に主に使用しているギター[114]。

  - アンプ
    - Fender USA『Tone Master』[109]
    - Fender USA『2×12 Cabinet』[109]
    - Fender『SUPER-SONIC 22 COMBO』[114]

  - エフェクター
    - BOSS『Digital Delay DD-7』[109]
    - BOSS『Chorus CE-2 Weed Modify』[109]
    - BOSS『Flanger BF-3』[109]
    - BOSS『Blues Driver BD-2 Weed Modify』[109]
    - KORG『DT-10RW』[109]
    - KORG『VP-10』[109]
    - Providence『PEC-4』[109]
    - Ernie Ball『VP Jr』[109]

### 俳優活動
音楽活動と並行し、役者としても俳優活動も精力的に行っており、連続テレビ小説『てるてる家族』（2003年、NHK）、『がんばっていきまっしょい』（2005年、関西テレビ・フジテレビ系列）、『1リットルの涙』（2005年、フジテレビ系列）、『アテンションプリーズ』（2006年、フジテレビ系列）、『ラスト・フレンズ』（2008年、フジテレビ系列）、『流星の絆』（2008年、TBS系列）、『ごめんね青春!』（2014年、TBS系列）、大河ドラマ『西郷どん』（2018年、NHK）、月9ドラマ『トレース〜科捜研の男〜』（2019年、フジテレビ系列）など、多くの話題作に出演し、高い評価を得ている。
特に、『てるてる家族』ではヒロインの相手役・桑原和人役を演じ、『第7回 日刊スポーツ・ドラマグランプリ』で新人賞を、『ラスト・フレンズ』では主人公のDV夫・及川宗佑役を演じ、この怪演により、2008年度4月期および年間の『第12回 日刊スポーツ・ドラマグランプリ』や第57回『ザテレビジョンドラマアカデミー賞』で助演男優賞を受賞し、月刊誌『日経エンタテインメント!』の「イメージダウンした俳優」ランキングでも1位に選ばれるなど、俳優としての実力が認められている。
俳優活動に対して錦戸は、当初は「関ジャニ∞」や「NEWS」といったグループの肩書きが取れるのが俳優の仕事のみだったため、個人として頑張りどころが俳優であるという考えだったが、俳優の現場では周りが他事務所の俳優ばかりであるため、「その中で結果を出したろ」という考えに徐々に変化していったという。そのため、前述した『ラスト・フレンズ』での「イメージダウンした俳優」で1位に選ばれたことは「そこまで俺を役柄として見てくれてんねや」と喜んだという。
『流星の絆』で共演した嵐の二宮和也が、撮影現場で監督から指示されたことに加えて、自分がやりたい演技を一つ乗せてその指示に応えている様子を見て、「瞬発力って大切やねんな」と理解し、そこから芝居がどんどん楽しくなり、より自分の芝居を考えるようになっていったという。
自身が主演を務めた映画『県庁おもてなし課』（2013年5月公開）では、同作の舞台が高知県であることから、土佐弁に初挑戦した。

### 交友関係
斉藤和義や清竜人やレキシといったミュージシャンとの交流が多い。
メンバーの横山裕は、ジャニーズ事務所の合宿所に住んでいた頃に、錦戸が約40度の高熱を出して寝込んでいた時に、水を溜めた洗面器で錦戸の額に置くタオルを何度も冷やして、一晩中看病していたといい、「この人はほんまに優しいな」と感動したという。しかし、村上信五はその隣の部屋でずっとゲームをしていたという。

### NEWSと関ジャニ∞の掛け持ち
2002年12月に関ジャニ8（後の関ジャニ∞）が結成された後の2003年9月にNEWSが結成され、自身もメンバーとして選ばれたが、NEWSの結成は当時社長だったジャニー喜多川から「グループを組むから」との電話で知り、NEWSとしてデビューすることをメンバーの中では横山と村上のみ情報を聞きつけ錦戸に確認していたものの、ほかの関ジャニ∞のメンバーには最後まで言えなかったという。
その後、関ジャニ∞の番組のロケ中に「明日、（NEWSの）記者会見だから東京に来てくれ」と電話で伝えられ、ロケを抜け出して会見に参加した。会見に向かう新幹線の車内では、メンバーに対する申し訳なさや「エイトのみんなはどうなるんやろ？」ということばかり考えていたという。
しかし、NEWSの結成後に、ジャニーからは「関ジャニ∞も続けろ」と言われ、「それって可能なのか？」「（関ジャニ∞の）メンバーにどんな顔してやればええねん」と驚きと困惑があったが、関ジャニ∞のメンバーは「頑張ってこいよ！」と温かく送り出してくれたため、「NEWSも関ジャニ∞も両方もっと頑張らな」と決心が着いたという。
2003年9月からNEWSのメンバーとして活動を始めたものの、NEWSでは年上として扱われることが多く「（率先して）喋らな」と心掛けていたが、一方で、関ジャニ∞では年下として扱われることが多く年上のメンバーに甘えている部分もあり、両グループ内での立ち位置に戸惑うこともあったという。そんな中、NEWSの初めてのライブで丸山・安田・大倉がNEWSのバックバンドとして参加していた際に、バックで出ずっぱりだった3人に対して「恥ずかしい思いさせられへん」「中途半端にやったら絶対いかん」と思い、そこから、両グループに合った接し方に変えて、「もっとあるがままでいよう」と考えるようになったという。
その後、2004年8月に関ジャニ∞としてCDデビューが決まり、内博貴と共に、期間限定を除いた2つのCDデビューしたグループを掛け持ちすることになり、ジャニーズ事務所としては初の試みとなった。しかし、関ジャニ∞の現場ではデビューの記者会見やミュージック・ビデオの撮影方法など、NEWSとしてデビューした時と比べると見劣りすることが多かったが、それでも喜んでいるほかのメンバーに対して内心は複雑な思いがあったという。そこで、「（関ジャニ∞とNEWSで）両方を知っている俺だから出来ることがあるんじゃないか」と考えるようになり、「NEWSではこういう方法でやっています」「こういうやり方もあると思います」と、2つのグループを掛け持ちしているからこそ発見出来ることを、関ジャニ∞のスタッフにも提案するようになった。
2006年の年始には、NEWSのライブツアー、舞台『KAT-TUN VS 関ジャニ∞ DREAM BOYS』、ソロライブ『錦戸亮 LIVE』、舞台『Endless SHOCK』と、関ジャニ∞とNEWSと個人の活動を立て続けに行い、この当時の忙しさを「さすがにあの時はほんまに死ぬかと思った」と語っている。

### NEWSからの脱退
2011年10月7日、同日付でのNEWSから脱退し、関ジャニ∞の活動に専念することを発表。脱退理由について錦戸は「グループを掛け持ちすることにより自分がどんなに頑張っても解決できないスケジュールの問題で両グループのCDリリースやライブツアーが組みたてづらい状況になってしまうことを申し訳なく思い、今回このような決断に至りました」とコメントしている。
同年10月14日、NEWSからの脱退後、テレビ初出演となった『ミュージックステーション』（テレビ朝日系列）に関ジャニ∞として出演し、錦戸本人の口からスケジュール調整が困難になっていた2グループでの活動の苦悩など、脱退の経緯についてコメントした。
錦戸は後日、NEWS脱退について「どっちかのグループにツアーが組まれると、もう片方のグループは（中略）シングルすら出されへんっていう状況になったり」といった事情があり、「どっちのグループにもプラスになるとは思わなかったんで、その意思を（事務所に）伝えた結果」であったと明かしている。また関ジャニ∞のメンバーにはNEWS脱退について事前に相談できず、「結論が出て、初めてきちんと話すことができました」とも語っている。
2016年には、NEWSがMCを務めていた『ザ少年倶楽部プレミアム』（NHK BSプレミアム）に関ジャニ∞として出演し、自身の脱退後はNEWSのメンバーとは個人でそれぞれに会う機会はあったものの、グループとして初共演を果たした。

### 関ジャニ∞からの脱退、事務所退所
2019年9月5日、同月3日をもって関ジャニ∞を脱退したこと、同月末をもってジャニーズ事務所を退所することを発表。退所理由について錦戸は「僕なりの形で、僕なりのエンターテイメントとは何なのかを、改めて考え、これからも発信し、恩返しできるように努めていきたいと思います」とコメントしている。
ライブツアー『十五祭』終了後の発表になったことについて大倉は、ツアーを錦戸を送り出すだけの内容にはしたくなかったといい、来場した観客に対して「今の俺達が嘘をつかずステージに立てていることを、ちゃんと宣言したかった」ということが理由の一つであると語っている。
退所について、何か明確なきっかけがあった訳では無いという。しかし、自身と共に関ジャニ∞のメインボーカルを務めていた渋谷すばるが2018年で脱退したことにより、「ツインボーカルの、僕の片割れがどこかに行ってしまう」「どうにかせんと、引っ張って頑張るしかないやん！」と思ったが、頑張り過ぎたことで、自身と他のメンバーとの熱量や温度にズレが生じるようになり、そのズレが次第に自身の許容範囲を超え、無視出来なくなっていたという。
また、「自分がああなりたい、こうありたい」という思いがあっても、「アイドル」という言葉で一括りにされ、肩書きでジャッジされやすい状況がにもどかしく感じていたといい、「アイドルが嫌だったということではない」としつつ、「動かん限りはそこに留まっていることになるんだな」と考えるようになっていったという。
更に、創作に対し、メンバーと「違うかも」と決定的に感じることがあったことがあり、「だったら一人で頑張って、可能性があるならそこに挑戦したい」と思うようになっていったという。
これに対して、丸山の見解としては、「表には出さなかったけど、物凄く奮起、奮闘してくれていた」「亮ちゃんが辛かっただろうな」と理解しており、渋谷の脱退により、「メインボーカルとして自分がグループを引っ張らな」と思いすぎたことで、他の5人が、グループに対して自分に何が出来るかを考えて行動を起こすまでに、（錦戸と）タイムラグがあり、「たまたま亮ちゃんのトップスピードが速すぎて、グループに対する熱量が大気圏を抜ける前に燃え尽きちゃったのかな」と語っている。
その後、「今、自分が発信出来るのは音楽しかない」と考えたため、退所を発表してから、独立までの約1か月弱を活かし、1stアルバム『NOMAD』の楽曲を制作したり、公式サイトやミュージック・ビデオで使用する映像や写真を撮影していた。もっと早い段階からアルバムを制作することも可能だったが、関ジャニ∞の活動なども含めた心情的に、本腰を入れ始めたのが退所の発表後だったという。
ソロ活動の楽曲を全曲の作詞・作曲・プロデュースを手掛けることについて、錦戸は「他の人が創った歌を、中途半端な歌唱力で歌うくらいなら、一生懸命に自分が創ったメロディと言葉で、下手くそでも歌う方がカッコ良い」と考えているという。

## 所属グループ
※CDデビューしたグループのみ。
- Secret Agent（2000年）[10]
- 関ジャニ∞（2002年 - 2019年）[17][7]
- NEWS（2003年 - 2011年）[18][4]
- N/A（2019年 - ）[8]

## 出演
- ドラマなどの主演作品は役名を太字で表記。
- テレビ・ラジオ・配信番組は2025年現在レギュラー放送中または不定期で放送中の番組を太字で表記。

### ドラマ

#### テレビドラマ
- びんぼう同心御用帳（1998年7月9日 - 9月10日、朝日放送・テレビ朝日） - 伊之 役[137]
- 熱血恋愛道 case.13 乙女座のB型BOY（1999年4月4日、日本テレビ） - 忠雄 役[138]
- 七人のサムライ J家の反乱（1999年4月10日 - 2000年9月30日、朝日放送） - 城之内亮 役[138]
- 怖い日曜日〜新章〜 第4回「バイバイ」（1999年10月24日、日本テレビ） - 主演[138]
- Peace Wave〜ウクレレと少年〜（2000年12月1日、BS-i） - 久田純 役[15][16]
- 史上最悪のデート 第8話「刑事の息子 vs ヤクザの娘」（2001年1月28日、日本テレビ） - 憲吾 役[139]
- ゼニゲッチュー!!（2001年5月20日 - 6月24日、日本テレビ） - 松上孝之助 役[139]
- かるたクイーン（2003年1月6日 - 1月30日、NHK総合） - 倉田友也 役
- 連続テレビ小説 てるてる家族（2003年9月29日 - 2004年3月27日、NHK総合） - 桑原和人 役[19][20]
- がんばっていきまっしょい（2005年7月5日 - 9月13日、関西テレビ・フジテレビ） - 関野浩之 役[140]
- 1リットルの涙（2005年10月11日 - 12月20日、フジテレビ） - 麻生遥斗 役[141]
  - 1リットルの涙 特別編〜追憶〜（2007年4月5日）[142]
- アテンションプリーズ シリーズ（フジテレビ） - 中原翔太 役
  - アテンションプリーズ（2006年4月18日 - 6月27日）[143]
  - アテンションプリーズスペシャル ハワイ・ホノルル編（2007年1月13日）[144]
  - アテンションプリーズスペシャル〜オーストラリア・シドニー編（2008年4月3日）[注 8]
- 関ジャニ∞青春ドラマシリーズ（関西テレビ）[145]
  - ダイブ・トゥ・ザ・フューチャー（2006年12月27日） - 下田 役
  - 蹴鞠師（2006年12月29日） - 黒島 役
- 一瞬の風になれ（2008年2月25日 - 28日、フジテレビ） - 神谷健一 役[146]（友情出演）
- ラスト・フレンズ（2008年4月10日 - 6月19日、フジテレビ） - 及川宗佑 役[26]
  - もうひとつのラスト・フレンズ（2008年6月26日）[147]
- 流星の絆（2008年10月17日 - 12月19日、TBS） - 有明泰輔 役[29]
- オルトロスの犬（2009年7月24日 - 9月25日、TBS） - 碧井涼介 役[148]
  - オルトロスの犬 緊急生放送特別篇（2009年9月4日）[149]
- にぃにのことを忘れないで（2009年8月29日、日本テレビ） - 川井恵介 役[150]
- ジョーカー 許されざる捜査官（2010年7月13日 - 9月14日、フジテレビ） - 久遠健志 役[151]
  - ジョーカー 許されざる捜査官 特別編（2010年9月21日）[152]
- バーテンダー 最終話（2011年4月1日、テレビ朝日） - 本郷勇次 役（友情出演）[注 9]
- 犬を飼うということ〜スカイと我が家の180日〜（2011年4月15日 - 6月10日、テレビ朝日） - 本郷勇次 役[32]
- 全開ガール（2011年7月11日 - 9月19日、フジテレビ） - 山田草太 役[33][34]
- 生きてるだけでなんくるないさ（2011年8月20日、日本テレビ） - 春口祐一 役（友情出演）[153]
- パパドル!（2012年4月19日 - 6月28日、TBS） - 錦戸亮（本人） 役[36][37]
  - パパドル! 特別編（2012年5月3日）[154]
- よろず占い処 陰陽屋へようこそ（2013年10月8日 - 12月17日、関西テレビ・フジテレビ） - 安倍祥明 役[155]
- ごめんね青春!（2014年10月12日 - 12月21日、TBS） - 原平助 役[39]
- サムライせんせい（2015年10月23日 - 12月12日、テレビ朝日） - 武市半平太 役[40]
- トットてれび 第2話・第3話・最終話[注 10]（2016年5月7日・14日・6月18日、NHK総合） - 坂本九 役[156]
- ウチの夫は仕事ができない（2017年7月8日 - 9月16日、日本テレビ） - 小林司 役[157]
- 大河ドラマ 西郷どん（2018年1月7日 - 12月16日、NHK総合） - 西郷従道（西郷信吾） 役[41][158]
- トレース〜科捜研の男〜（2019年1月7日 - 3月25日、フジテレビ） - 真野礼二 役[45][46]
- 家族だから愛したんじゃなくて、愛したのが家族だった（2023年5月14日 - 7月16日、NHK BSプレミアム・NHK BS4K / 2024年7月9日 - 9月24日、NHK総合） - 岸本耕助 役[82][83][159]
- 不適切にもほどがある! 第5話・最終話（2024年2月23日・3月29日、TBS） - 犬島ゆずる（若年期） 役[90][91][160]
- Re:リベンジ-欲望の果てに-（2024年4月11日 - 6月20日、フジテレビ） - 大友郁弥 役[95][96]
- 地震のあとで 第4話「続・かえるくん、東京を救う」（2025年4月26日、NHK総合） - 謎の男 役[161]

#### 配信ドラマ
- 離婚しようよ（2023年6月22日配信[注 11]、Netflix） - 加納恭二 役[85][86][87]

#### 再現ドラマ
- 関ジャニQ展開!（TBS）
  - 「横断歩道での信号無視が激減!なぜ?」（2018年10月9日） - 謎の青年 役[162]
  - 「なぜ銀座通りに立つ彼女に彼氏はキスしたくなった?」（2019年6月22日） - 彼氏 役[163]

### 映画

#### 劇場映画
- 新宿少年探偵団（1998年4月29日公開／淵井正文監督、松竹）[注 12]
- ちょんまげぷりん（2010年7月31日公開／中村義洋監督、ジェイ・ストーム） - 木島安兵衛 役[31]
- エイトレンジャー（2012年7月28日公開／堤幸彦監督、東宝） - 錦野徹朗 / イエロー 役[注 13][164]
  - エイトレンジャー2（2014年7月26日公開）[165]
- 県庁おもてなし課（2013年5月11日公開／三宅喜重監督、東宝） - 掛水史貴 役[166]
- 抱きしめたい -真実の物語-（2014年2月1日公開／塩田明彦監督、東宝） - 小柳雅己 役[167][注 14]
- 羊の木（2018年2月3日公開／吉田大八監督、アスミック・エース） - 月末一 役[168]
- コットンテール（2024年3月1日[注 7]／パトリック・ディキンソン監督、ロングライド） - 慧 役[92][93][94]
- ショウタイムセブン（2025年2月7日公開／渡辺一貴監督、松竹・アスミック・エース） - 繁藤寛二 役[169][170][注 15]
- アフター・ザ・クエイク（2025年10月3日公開〈予定〉／井上剛監督、ビターズ・エンド） - 謎の男 役[172][注 16]
- ブルーボーイ事件（2025年11月14日公開〈予定〉／飯塚花笑監督、日活・KDDI） - 狩野卓 役[173][174]

#### 配信映画
- No Return（2021年7月14日配信／吉田大八監督、Amazon Music[注 17]） - N 役[65][66]

### オリジナルビデオ
- 8UPPERS FEATURE MUSIC FILM（2010年10月20日発売[注 18]／中村哲平監督） - エース 役[注 13][176][177]

### 舞台
- MASK（1997年12月6日・7日、大阪松竹座）[178]
- KYO TO KYO（シアター1200）
  - 春公演（1998年4月18日 - 7月12日）[137]
  - サマーフェスティバル（1998年7月18日 - 8月31日）[137]
  - 秋公演 （1998年9月6日 - 11月29日）[137]
- PLAYZONE シリーズ
  - PLAYZONE 2000 "THEME PARK"（2000年7月16日 - 8月10日、青山劇場 / 8月14日 - 20日、フェスティバルホール） - ゴロー 役[15]
  - PLAYZONE 2001 "新世紀"〜EMOTION〜（2001年7月14日 - 8月17日）[139]
- SHOCK シリーズ（帝国劇場） - リョウ 役
  - SHOW劇・SHOCK（2001年12月1日 - 2002年1月17日）[139]
  - Endless SHOCK（2005年1月10日 - 31日）[179]
  - Endless SHOCK（2006年2月6日 - 3月28日）[180]
- ANOTHER（2002年8月4日 - 25日、大阪松竹座） - リョウ 役[注 13][181]
- 関ジャニ∞ サマースペシャル（大阪松竹座）[注 13]
  - DOUTON BOYS（2003年8月2日 - 24日） - リョウ 役[182]
  - サマー・ストーム（2004年8月7日 - 29日） - 小原真澄 役[183]
  - Magical Summer（2005年8月5日 - 28日） - 直樹 役[184]
  - Another's "ANOTHER"（2006年8月3日 - 27日） - イブキ・ケン 役[25]
- DREAM BOY シリーズ
  - DREAM BOY "KAT-TUN & 関ジャニ8編"（2004年4月30日 - 5月7日、梅田コマ劇場）[注 19][185]
  - Hey! Say! DREAM BOY（2005年4月27日 - 5月15日、梅田芸術劇場） - ニシキド 役[注 19][186]
  - KAT-TUN VS 関ジャニ∞ DREAM BOYS（2006年1月3日 - 29日、帝国劇場） - ニシキド 役[注 19][25]
- 詠む読む 第5章「不帰の初恋、海老名SA」（2024年1月26日、キリスト品川教会） - 玉埜広志 役[187]

### バラエティ番組
- 8時だJ（1998年 - 1999年、テレビ朝日系）
- USO!?ジャパン（2001年 - 2003年、TBS）

### ラジオ
- ABCミュージックパラダイス（2005年4月9日 - 2008年3月22日、ABCラジオ） - 月2回マンスリーゲスト[179][注 20]
- 関ジャニ∞錦戸亮のオールナイトニッポンGOLD（2018年1月12日、ニッポン放送） - パーソナリティ[188][189]

### インターネット配信
- NO GOOD TV（2020年4月9日 - 、YouTube） - 赤西仁との共同チャンネル

### 企業キャラクター
- 『メイベリン ニューヨーク』ジャパンブランドサポーター（2020年・2021年、メイベリン ニューヨーク）[50]
- 『スワロフスキー・ジャパン』クリスマスキャンペーンセレブリティ（2020年、スワロフスキー・ジャパン）[190]（※赤西仁と共演）
- 『American Eagle Japan』アンバサダー（2021年、American Eagle Japan）[61]（※赤西仁と共演）
- 『SINN PURETÉ』ブランドアンバサダー（2022年・2023年、JIMOS）[75][76]

### CM・広告
- ヤンマー「ヤン坊マー坊天気予報」『放送開始40周年記念』篇（1999年） - 安田章大と共演
- 大塚製薬「オロナミンC」『関ジャニ入らへん?・特訓 篇』（2006年7月8日 - 2006年9月30日） - 大倉忠義と共演
- Ultra Music Power『先輩たち篇』（2007年11月12日 - 18日）
- SUNTORY「セブンアップクリアドライ」『エアギター篇』『SHADOW篇』（2010年8月3日 - ）
- シック・ジャパン シック ハイドロシリーズ「シック ハイドロ5」（2012年12月6日 - 2016年）
- デニーズ サーモンバーグフェア（2013年3月12日 - ）※県庁おもてなし課コラボ
- 森永製菓
  - ICE BOX『熱くなった後に』篇（2013年4月29日 - ） - 丸山隆平、安田章大と共演
  - ハイチュウプレミアム『全然違う』篇・『また全然違う』篇（2016年3月21日 - ）
- 大阪メトロポリス OMPタワー（2013年7月26日 - ） - 村上信五、安田章大と共演 ※関西地区限定
- Wii U マリオカート8（使用キャラクターは、ドンキーコング）
- KIRIN 「のどごし オールライト」『ありがとう篇』・『にしきど当たる篇』（2016年9月20日 - ）
- JRA日本中央競馬会「第59回 宝塚記念『緊張の夏』篇」（2018年6月） - 横山裕・村上信五と共演[191]
- メイベリン ニューヨーク（2020年7月）[50]
- AVIOT『TE-D01gv-na』WEB CM（2020年8月） - 赤西仁と共演 ※WEB CM[192]
- ロコンド『NINE ADDICTION』（2021年7月3日）[193] - 赤西仁と共演
- P&Gジャパン『パンテーンエフォートレス』（2021年8月）[194]
- JIMOS『SINN PURETÉ』（2022年3月）[195][注 21]
- エスティ・ローダー・カンパニーズ『クリニーク』（2023年1月・2024年4月）[196][197]
- ELLE「Harry Winston × Ryo Nishikido」（2023年3月）[198]
- サントリー『-196℃』（2025年7月） - 上戸彩と共演[199]

### コンサート
- ジャニーズJr.「Johnny's Winter Concert」（1998年12月27日 - 1999年1月6日、横浜・大阪）
- ジャニーズJr.「Fresh Spring Concert '99」（1999年5月2日 - 6月20日、横浜・大阪）
- 関西ジャニーズJr.「FIRST LIVE」（1999年8月13日 - 15日、Zepp 大阪）
- ジャニーズJr.「特急投球コンサート（1999年10月9日、東京ドーム）
- 関西ジャニーズJr.「X'masプレゼント」（1999年12月20日 - 25日、大阪松竹座）
- ジャニーズJr.「Spring Concert 2000」（2000年4月3日 - 5月7日、大阪・名古屋・横浜）
- ジャニーズJr.「3大ドーム CONCERT」（2000年9月3日 - 10月15日、大阪・名古屋・東京）
- 東山紀之ディナーショー（2000年12月24日 - 29日、東京・大阪）
- タッキー&翼 21世紀の対決（2001年5月3日 - 6月3日、横浜・名古屋・大阪）
- ジャニーズJr. タッキー&翼総出演（2002年3月29日 - 5月6日、大阪・名古屋・横浜）
- タッキー&翼 with allジャニーズJr.con'（2002年12月28日、大阪）

## 受賞歴

### 第1位
- 2003年度
  - 第7回 日刊スポーツ・ドラマグランプリ 2003年10月期 新人賞（『てるてる家族』）[21]
  - 第7回 日刊スポーツ・ドラマグランプリ 2004年1月期 新人賞（『てるてる家族』）[21]
  - 第7回 日刊スポーツ・ドラマグランプリ 新人賞（『てるてる家族』）[21]
- 2008年度
  - 第12回 日刊スポーツ・ドラマグランプリ 4月期 助演男優賞（『ラスト・フレンズ』）[118]
  - 第57回ザテレビジョンドラマアカデミー賞 助演男優賞（『ラスト・フレンズ』）[28]
  - 第12回 日刊スポーツ・ドラマグランプリ 10月期 助演男優賞（『流星の絆』）[200]
  - TV LIFE 第18回 年間ドラマ大賞2008 助演男優賞（『流星の絆』）[30]
  - 第12回 日刊スポーツ・ドラマグランプリ 助演男優賞（『ラスト・フレンズ』）[27]
- 2009年度
  - 第13回 日刊スポーツ・ドラマグランプリ 7月期 助演男優賞（『オルトロスの犬』）[201]
- 2025年度
  - 第29回 日刊スポーツ・ドラマグランプリ 4月期 助演男優賞（『地震のあとで』）[202]

### 第2位以下
- 2005年度
  - 第46回 ザテレビジョンドラマアカデミー賞 助演男優賞 第2位（『がんばっていきまっしょい』）[203]
  - 第47回 ザテレビジョンドラマアカデミー賞 助演男優賞 第2位（『1リットルの涙』）[204]
  - 第2回 ドラマ・オブ・ザ・イヤー2005 助演男優賞 第4位（『1リットルの涙』）[205]
- 2006年度
  - 第10回 日刊スポーツ・ドラマグランプリ 助演男優賞 第5位（『アテンションプリーズ』）[206]
- 2008年度
  - 第59回 ザテレビジョンドラマアカデミー賞 助演男優賞 第2位（『流星の絆』）[207]
  - TV LIFE 第18回 年間ドラマ大賞2008 助演男優賞 第2位（『ラスト・フレンズ』）[30]
  - 第5回 ドラマ・オブ・ザ・イヤー2008 助演男優賞 第2位（『ラスト・フレンズ』『流星の絆』）[208]
- 2009年度
  - 第62回 ザテレビジョンドラマアカデミー賞 助演男優賞 第2位（『オルトロスの犬』）[209]
  - 第6回 ドラマ・オブ・ザ・イヤー2009 助演男優賞 第4位（『オルトロスの犬』）[210]
- 2010年度
  - 第66回 ザテレビジョンドラマアカデミー賞 助演男優賞 第2位（『ジョーカー 許されざる捜査官』）[211]
  - 第14回 日刊スポーツ・ドラマグランプリ 2010年7月期 助演男優賞 第2位（『ジョーカー 許されざる捜査官』）[212]
- 2011年度
  - 第70回 ザテレビジョンドラマアカデミー賞 助演男優賞 第2位（『全開ガール』）[213]
  - 第8回 ドラマ・オブ・ザ・イヤー2011 助演男優賞 第8位（『全開ガール』）[214]
- 2014年度
  - 第18回 日刊スポーツ・ドラマグランプリ 2014年10月期 主演男優賞 第3位（『ごめんね青春!』）[215]
  - 第83回 ザテレビジョンドラマアカデミー賞 主演男優賞 第3位（『ごめんね青春!』）[216]
  - 第18回 日刊スポーツ・ドラマグランプリ 主演男優賞 第7位（『ごめんね青春!』）[217]
- 2018年度
  - 第100回 ザテレビジョンドラマアカデミー賞 主演男優賞 第2位（『トレース〜科捜研の男〜』）[218]
  - 第22回 日刊スポーツ・ドラマグランプリ 2019年1月期 主演男優賞 第4位（『トレース〜科捜研の男〜』）[219]

## ディスコグラフィ
- 出典・規格品番等の作品の詳細は各項を参照。
- CDは全て12cmCDでの発売。
- CDの初動売上・最高位は週間オリコンチャートでの記録を示す。

### シングル

#### デジタルシングル
- 太字は配信限定シングル。
- 太字でないものはアルバム収録曲の先行配信。

| 配信日         | タイトル           | 最高位        | 最高位        | 収録アルバム  |
| 配信日         | タイトル           | オリコン DS   | Billboard DL  | 収録アルバム  |
| NOMAD RECORDS  | NOMAD RECORDS      | NOMAD RECORDS | NOMAD RECORDS | NOMAD RECORDS |
| -------------- | ------------------ | ------------- | ------------- | ------------- |
| 2019年10月30日 | ノマド             | 22位          | 10位          | NOMAD         |
| 2019年12月4日  | バッジ             | －            | 34位          | NOMAD         |
| 2019年12月8日  | ヤキモチ           | －            | －            | NOMAD         |
| 2019年12月20日 | オモイデドロボー   | 19位          | 12位          | Note          |
| 2020年10月16日 | Silence            | －            | 30位          | Note          |
| 2020年10月16日 | キッチン           | －            | 29位          | Note          |
| 2021年1月6日   | I don't understand | －            | －            | Note          |
| 2021年1月23日  | 若葉               | －            | －            | Note          |
| 2021年7月7日   | ジンクス           | －            | －            | Nocturnal     |
| 2021年7月7日   | ツキノハナシ       | －            | －            | Nocturnal     |
| 2024年7月28日  | I'm an Osakan      | －            | 61位          | 未収録        |

#### CDシングル
| ＃            | 発売日        | タイトル      | 販売形態      | 初動売上      | 最高位        | 初収録アルバム |
| NOMAD RECORDS | NOMAD RECORDS | NOMAD RECORDS | NOMAD RECORDS | NOMAD RECORDS | NOMAD RECORDS | NOMAD RECORDS  |
| ------------- | ------------- | ------------- | ------------- | ------------- | ------------- | -------------- |
| －            | 2022年4月6日  | ヒトメボレ    | CD            | －            | －            | Nocturnal      |

### アルバム

#### オリジナルアルバム
| ＃            | 発売日         | タイトル      | 販売形態               | 初動売上      | 最高位        |
| NOMAD RECORDS | NOMAD RECORDS  | NOMAD RECORDS | NOMAD RECORDS          | NOMAD RECORDS | NOMAD RECORDS |
| ------------- | -------------- | ------------- | ---------------------- | ------------- | ------------- |
| 1             | 2019年12月11日 | NOMAD         | 初回限定盤A(CD+DVD)    | 7.6万枚       | 1位           |
| 1             | 2019年12月11日 | NOMAD         | 初回限定盤B(CD+DVD)    | 7.6万枚       | 1位           |
| 1             | 2019年12月11日 | NOMAD         | 通常盤(CD)             | 7.6万枚       | 1位           |
| 2             | 2021年1月27日  | Note          | WIZY限定盤(CD+BD)      | 3.1万枚       | 2位           |
| 2             | 2021年1月27日  | Note          | WIZY限定盤(CD+DVD)     | 3.1万枚       | 2位           |
| 2             | 2021年1月27日  | Note          | 初回限定盤(CD+BD)      | 3.1万枚       | 2位           |
| 2             | 2021年1月27日  | Note          | 初回限定盤(CD+DVD)     | 3.1万枚       | 2位           |
| 2             | 2021年1月27日  | Note          | 通常盤(CD+BD)          | 3.1万枚       | 2位           |
| 2             | 2021年1月27日  | Note          | 通常盤(CD+DVD)         | 3.1万枚       | 2位           |
| 3             | 2022年11月30日 | Nocturnal     | 特別仕様LIVE盤(CD+BD)  | 1.5万枚       | 5位           |
| 3             | 2022年11月30日 | Nocturnal     | 特別仕様LIVE盤(CD+DVD) | 1.5万枚       | 5位           |
| 3             | 2022年11月30日 | Nocturnal     | 初回限定盤(CD+BD)      | 1.5万枚       | 5位           |
| 3             | 2022年11月30日 | Nocturnal     | 初回限定盤(CD+DVD)     | 1.5万枚       | 5位           |
| 3             | 2022年11月30日 | Nocturnal     | 通常盤(2CD)            | 1.5万枚       | 5位           |

### 映像作品
| ＃            | 発売日         | タイトル                               | 販売形態                    | 最高位        | 最高位        |
| ＃            | 発売日         | タイトル                               | 販売形態                    | DVD           | BD            |
| NOMAD RECORDS | NOMAD RECORDS  | NOMAD RECORDS                          | NOMAD RECORDS               | NOMAD RECORDS | NOMAD RECORDS |
| ------------- | -------------- | -------------------------------------- | --------------------------- | ------------- | ------------- |
| 1             | 2020年4月15日  | 錦戸亮 LIVE TOUR 2019 "NOMAD"          | WIZY限定盤(BD)              | 3位           | 2位           |
| 1             | 2020年4月15日  | 錦戸亮 LIVE TOUR 2019 "NOMAD"          | WIZY限定盤(DVD)             | 3位           | 2位           |
| 1             | 2020年4月15日  | 錦戸亮 LIVE TOUR 2019 "NOMAD"          | 初回限定盤(2BD)             | 3位           | 2位           |
| 1             | 2020年4月15日  | 錦戸亮 LIVE TOUR 2019 "NOMAD"          | 初回限定盤(2DVD)            | 3位           | 2位           |
| 1             | 2020年4月15日  | 錦戸亮 LIVE TOUR 2019 "NOMAD"          | 通常盤(BD+CD)               | 3位           | 2位           |
| 1             | 2020年4月15日  | 錦戸亮 LIVE TOUR 2019 "NOMAD"          | 通常盤(DVD+CD)              | 3位           | 2位           |
| －            | 2020年9月29日  | 錦戸亮 FAN MEETING 2020 at OSAKA       | Blu-ray盤(BD)               | －            | －            |
| －            | 2020年9月29日  | 錦戸亮 FAN MEETING 2020 at OSAKA       | DVD盤(DVD)                  | －            | －            |
| 2             | 2021年11月3日  | 錦戸亮 LIVE 2021 "Note"                | Blu-ray盤(BD+CD)            | －            | －            |
| 2             | 2021年11月3日  | 錦戸亮 LIVE 2021 "Note"                | DVD盤(DVD+CD)               | －            | －            |
| 3             | 2022年4月6日   | 錦戸亮 LIVE TOUR 2021 "Note"           | 特別仕様盤(2BD)             | 2位           | 2位           |
| 3             | 2022年4月6日   | 錦戸亮 LIVE TOUR 2021 "Note"           | 特別仕様盤(2DVD)            | 2位           | 2位           |
| 3             | 2022年4月6日   | 錦戸亮 LIVE TOUR 2021 "Note"           | 初回限定盤(BD+CD)           | 2位           | 2位           |
| 3             | 2022年4月6日   | 錦戸亮 LIVE TOUR 2021 "Note"           | 初回限定盤(DVD+CD)          | 2位           | 2位           |
| 3             | 2022年4月6日   | 錦戸亮 LIVE TOUR 2021 "Note"           | 通常盤(BD+CD)               | 2位           | 2位           |
| 3             | 2022年4月6日   | 錦戸亮 LIVE TOUR 2021 "Note"           | 通常盤(DVD+CD)              | 2位           | 2位           |
| 4             | 2022年9月21日  | 錦戸亮 LIVE 2021 "SHABBY"              | 特別仕様盤(2BD)             | 1位           | 2位           |
| 4             | 2022年9月21日  | 錦戸亮 LIVE 2021 "SHABBY"              | 特別仕様盤(2DVD)            | 1位           | 2位           |
| 4             | 2022年9月21日  | 錦戸亮 LIVE 2021 "SHABBY"              | 初回限定盤(2BD)             | 1位           | 2位           |
| 4             | 2022年9月21日  | 錦戸亮 LIVE 2021 "SHABBY"              | 初回限定盤(2DVD)            | 1位           | 2位           |
| 4             | 2022年9月21日  | 錦戸亮 LIVE 2021 "SHABBY"              | 通常盤(BD+CD)               | 1位           | 2位           |
| 4             | 2022年9月21日  | 錦戸亮 LIVE 2021 "SHABBY"              | 通常盤(DVD+CD)              | 1位           | 2位           |
| 5             | 2023年10月25日 | 錦戸亮 LIVE TOUR 2022 "Nocturnal"      | 特別仕様盤(2BD)             | 2位           | 3位           |
| 5             | 2023年10月25日 | 錦戸亮 LIVE TOUR 2022 "Nocturnal"      | 特別仕様盤(2DVD)            | 2位           | 3位           |
| 5             | 2023年10月25日 | 錦戸亮 LIVE TOUR 2022 "Nocturnal"      | 初回限定盤(2BD)             | 2位           | 3位           |
| 5             | 2023年10月25日 | 錦戸亮 LIVE TOUR 2022 "Nocturnal"      | 初回限定盤(2DVD)            | 2位           | 3位           |
| 5             | 2023年10月25日 | 錦戸亮 LIVE TOUR 2022 "Nocturnal"      | 通常盤(BD+CD)               | 2位           | 3位           |
| 5             | 2023年10月25日 | 錦戸亮 LIVE TOUR 2022 "Nocturnal"      | 通常盤(DVD+CD)              | 2位           | 3位           |
| 6             | 2025年1月29日  | 錦戸亮 LIVE TOUR 2024 "NOMADOFNOWHERE" | 特別仕様Untitled盤(3BD+CD)  | 1位           | 1位           |
| 6             | 2025年1月29日  | 錦戸亮 LIVE TOUR 2024 "NOMADOFNOWHERE" | 特別仕様Untitled盤(3DVD+CD) | 1位           | 1位           |
| 6             | 2025年1月29日  | 錦戸亮 LIVE TOUR 2024 "NOMADOFNOWHERE" | 初回限定盤(2BD)             | 1位           | 1位           |
| 6             | 2025年1月29日  | 錦戸亮 LIVE TOUR 2024 "NOMADOFNOWHERE" | 初回限定盤(2DVD)            | 1位           | 1位           |
| 6             | 2025年1月29日  | 錦戸亮 LIVE TOUR 2024 "NOMADOFNOWHERE" | 通常盤(BD+CD)               | 1位           | 1位           |
| 6             | 2025年1月29日  | 錦戸亮 LIVE TOUR 2024 "NOMADOFNOWHERE" | 通常盤(DVD+CD)              | 1位           | 1位           |

### 未配信曲
※ソロ活動以降のCD音源化されている楽曲で、ダウンロードなどの配信が解禁されていない楽曲（2024年現在）。
| タイトル     | 収録作品 | CD発売日       |
| ------------ | -------- | -------------- |
| Potential    | NOMAD    | 2019年12月11日 |
| スケアクロウ | Note     | 2021年1月27日  |

### 参加作品
- 音源化されている楽曲のみ記述。
- 関ジャニ∞およびNEWS、N/Aへの参加は割愛。

| 発売日        | 曲名             | アーティスト | 収録作品         | 備考 |
| ------------- | ---------------- | ------------ | ---------------- | ---- |
| 2000年2月23日 | Secret Agent Man | Secret Agent | Secret Agent Man |      |

## タイアップ
| 曲名     | タイアップ                                  |
| -------- | ------------------------------------------- |
| ジンクス | Amazon Music配信短編映画『No Return』主題歌 |

## ライブ
※ソロ活動のライブのみ記述。

### ワンマンライブ
| 開始年 | 日程                         | ライブタイトル                                              | 開催日 | 開催日 | 回数 | 会場                                         |
| ------ | ---------------------------- | ----------------------------------------------------------- | ------ | ------ | ---- | -------------------------------------------- |
| 2006年 | 全2公演 1月5日・9日          | 錦戸亮 LIVE                                                 | 1月    | 5日    | 1    | 横浜アリーナ（神奈川県）                     |
| 2006年 | 全2公演 1月5日・9日          | 錦戸亮 LIVE                                                 | 1月    | 9日    | 1    | 大阪城ホール（大阪府）                       |
| 2019年 | 全16公演 11月1日 - 12月19日  | 錦戸亮 LIVE TOUR 2019 "NOMAD"                               | 11月   | 1日    | 1    | 豊洲PIT（東京都）                            |
| 2019年 | 全16公演 11月1日 - 12月19日  | 錦戸亮 LIVE TOUR 2019 "NOMAD"                               | 11月   | 5日    | 1    | Zepp Fukuoka（福岡県）                       |
| 2019年 | 全16公演 11月1日 - 12月19日  | 錦戸亮 LIVE TOUR 2019 "NOMAD"                               | 11月   | 7日    | 1    | Zepp Nagoya（愛知県）                        |
| 2019年 | 全16公演 11月1日 - 12月19日  | 錦戸亮 LIVE TOUR 2019 "NOMAD"                               | 11月   | 12日   | 1    | Zepp Tokyo（東京都）                         |
| 2019年 | 全16公演 11月1日 - 12月19日  | 錦戸亮 LIVE TOUR 2019 "NOMAD"                               | 11月   | 13日   | 1    | Zepp Tokyo（東京都）                         |
| 2019年 | 全16公演 11月1日 - 12月19日  | 錦戸亮 LIVE TOUR 2019 "NOMAD"                               | 11月   | 16日   | 2    | 仙台PIT（宮城県）                            |
| 2019年 | 全16公演 11月1日 - 12月19日  | 錦戸亮 LIVE TOUR 2019 "NOMAD"                               | 11月   | 19日   | 1    | Zepp Osaka Bayside（大阪府）                 |
| 2019年 | 全16公演 11月1日 - 12月19日  | 錦戸亮 LIVE TOUR 2019 "NOMAD"                               | 11月   | 20日   | 1    | Zepp Osaka Bayside（大阪府）                 |
| 2019年 | 全16公演 11月1日 - 12月19日  | 錦戸亮 LIVE TOUR 2019 "NOMAD"                               | 11月   | 22日   | 1    | 豊洲PIT（東京都）                            |
| 2019年 | 全16公演 11月1日 - 12月19日  | 錦戸亮 LIVE TOUR 2019 "NOMAD"                               | 11月   | 23日   | 1    | 豊洲PIT（東京都）                            |
| 2019年 | 全16公演 11月1日 - 12月19日  | 錦戸亮 LIVE TOUR 2019 "NOMAD"                               | 11月   | 27日   | 1    | なんばHatch（大阪府）                        |
| 2019年 | 全16公演 11月1日 - 12月19日  | 錦戸亮 LIVE TOUR 2019 "NOMAD"                               | 11月   | 28日   | 1    | なんばHatch（大阪府）                        |
| 2019年 | 全16公演 11月1日 - 12月19日  | 錦戸亮 LIVE TOUR 2019 "NOMAD"                               | 12月   | 16日   | 1    | 神戸国際会館（兵庫県）                       |
| 2019年 | 全16公演 11月1日 - 12月19日  | 錦戸亮 LIVE TOUR 2019 "NOMAD"                               | 12月   | 18日   | 1    | LINE CUBE SHIBUYA（東京都）                  |
| 2019年 | 全16公演 11月1日 - 12月19日  | 錦戸亮 LIVE TOUR 2019 "NOMAD"                               | 12月   | 19日   | 1    | LINE CUBE SHIBUYA（東京都）                  |
| 2020年 | 全1公演 10月7日              | 錦戸亮 ONLINE LIVE "孤軍奮闘" at 日本武道館                 | 10月   | 7日    | 1    | 日本武道館（東京都）                         |
| 2020年 | 全1公演 10月8日              | 錦戸亮 ONLINE LIVE "不撓不屈" at 日本武道館                 | 10月   | 8日    | 1    | 日本武道館（東京都）                         |
| 2021年 | 全10公演 3月6日 - 31日       | 錦戸亮 LIVE 2021 "Note"                                     | 3月    | 6日    | 1    | Zepp Osaka Bayside（大阪府）                 |
| 2021年 | 全10公演 3月6日 - 31日       | 錦戸亮 LIVE 2021 "Note"                                     | 3月    | 10日   | 1    | Zepp Sapporo（北海道）                       |
| 2021年 | 全10公演 3月6日 - 31日       | 錦戸亮 LIVE 2021 "Note"                                     | 3月    | 12日   | 1    | Zepp Tokyo（東京都）                         |
| 2021年 | 全10公演 3月6日 - 31日       | 錦戸亮 LIVE 2021 "Note"                                     | 3月    | 13日   | 1    | Zepp Tokyo（東京都）                         |
| 2021年 | 全10公演 3月6日 - 31日       | 錦戸亮 LIVE 2021 "Note"                                     | 3月    | 18日   | 1    | Zepp Nagoya（愛知県）                        |
| 2021年 | 全10公演 3月6日 - 31日       | 錦戸亮 LIVE 2021 "Note"                                     | 3月    | 20日   | 1    | Zepp Fukuoka（福岡県）                       |
| 2021年 | 全10公演 3月6日 - 31日       | 錦戸亮 LIVE 2021 "Note"                                     | 3月    | 26日   | 1    | Zepp Namba（大阪府）                         |
| 2021年 | 全10公演 3月6日 - 31日       | 錦戸亮 LIVE 2021 "Note"                                     | 3月    | 27日   | 1    | Zepp Namba（大阪府）                         |
| 2021年 | 全10公演 3月6日 - 31日       | 錦戸亮 LIVE 2021 "Note"                                     | 3月    | 28日   | 1    | SENDAI GIGS（宮城県）                        |
| 2021年 | 全10公演 3月6日 - 31日       | 錦戸亮 LIVE 2021 "Note"                                     | 3月    | 31日   | 1    | Zepp DiverCity（東京都）                     |
| 2021年 | 全17公演 4月15日 - 6月16日   | 錦戸亮 LIVE TOUR 2021 "Note"                                | 4月    | 15日   | 1    | 中野サンプラザホール（東京都）               |
| 2021年 | 全17公演 4月15日 - 6月16日   | 錦戸亮 LIVE TOUR 2021 "Note"                                | 4月    | 18日   | 1    | 福岡サンパレスホテル&ホール（福岡県）        |
| 2021年 | 全17公演 4月15日 - 6月16日   | 錦戸亮 LIVE TOUR 2021 "Note"                                | 4月    | 20日   | 1    | フェスティバルホール（大阪府）               |
| 2021年 | 全17公演 4月15日 - 6月16日   | 錦戸亮 LIVE TOUR 2021 "Note"                                | 4月    | 22日   | 1    | LINE CUBE SHIBUYA（東京都）                  |
| 2021年 | 全17公演 4月15日 - 6月16日   | 錦戸亮 LIVE TOUR 2021 "Note"                                | 4月    | 23日   | 1    | LINE CUBE SHIBUYA（東京都）                  |
| 2021年 | 全17公演 4月15日 - 6月16日   | 錦戸亮 LIVE TOUR 2021 "Note"                                | 4月    | 29日   | 1    | 名古屋国際会議場センチュリーホール（愛知県） |
| 2021年 | 全17公演 4月15日 - 6月16日   | 錦戸亮 LIVE TOUR 2021 "Note"                                | 5月    | 1日    | 1    | 広島文化学園HBGホール（広島県）              |
| 2021年 | 全17公演 4月15日 - 6月16日   | 錦戸亮 LIVE TOUR 2021 "Note"                                | 5月    | 7日    | 1    | 大宮ソニックシティ（埼玉県）                 |
| 2021年 | 全17公演 4月15日 - 6月16日   | 錦戸亮 LIVE TOUR 2021 "Note"                                | 5月    | 8日    | 1    | 仙台サンプラザホール（宮城県）               |
| 2021年 | 全17公演 4月15日 - 6月16日   | 錦戸亮 LIVE TOUR 2021 "Note"                                | 5月    | 15日   | 1    | ロームシアター京都（京都府）                 |
| 2021年 | 全17公演 4月15日 - 6月16日   | 錦戸亮 LIVE TOUR 2021 "Note"                                | 5月    | 15日   | 1    | 神戸国際会館（兵庫県）                       |
| 2021年 | 全17公演 4月15日 - 6月16日   | 錦戸亮 LIVE TOUR 2021 "Note"                                | 5月    | 16日   | 1    | 神戸国際会館（兵庫県）                       |
| 2021年 | 全17公演 4月15日 - 6月16日   | 錦戸亮 LIVE TOUR 2021 "Note"                                | 5月    | 23日   | 1    | よこすか芸術劇場（神奈川県）                 |
| 2021年 | 全17公演 4月15日 - 6月16日   | 錦戸亮 LIVE TOUR 2021 "Note"                                | 5月    | 28日   | 1    | LINE CUBE SHIBUYA（東京都）                  |
| 2021年 | 全17公演 4月15日 - 6月16日   | 錦戸亮 LIVE TOUR 2021 "Note"                                | 5月    | 31日   | 1    | フェスティバルホール（大阪府）               |
| 2021年 | 全17公演 4月15日 - 6月16日   | 錦戸亮 LIVE TOUR 2021 "Note"                                | 6月    | 11日   | 1    | ロームシアター京都（京都府）                 |
| 2021年 | 全17公演 4月15日 - 6月16日   | 錦戸亮 LIVE TOUR 2021 "Note"                                | 6月    | 14日   | 1    | フェスティバルホール（大阪府）               |
| 2021年 | 全17公演 4月15日 - 6月16日   | 錦戸亮 LIVE TOUR 2021 "Note"                                | 6月    | 15日   | 1    | 中野サンプラザホール（東京都）               |
| 2021年 | 全17公演 4月15日 - 6月16日   | 錦戸亮 LIVE TOUR 2021 "Note"                                | 6月    | 16日   | 1    | 中野サンプラザホール（東京都）               |
| 2021年 | 全2公演 11月3日              | RYO NISHIKIDO "3N7" Supported by NO GOOD TV                 | 11月   | 3日    | 2    | 幕張メッセ（千葉県）                         |
| 2021年 | 全1公演 11月4日              | RYO NISHIKIDO "3N7" -DAY2- Presented by MAYBELLINE NEW YORK | 11月   | 4日    | 1    | Billboard Live TOKYO（東京都）               |
| 2021年 | 全4公演 12月8日 - 18日       | RYO NISHIKIDO LIVE 2021 "SHABBY"                            | 12月   | 8日    | 1    | 大阪城ホール（大阪府）                       |
| 2021年 | 全4公演 12月8日 - 18日       | RYO NISHIKIDO LIVE 2021 "SHABBY"                            | 12月   | 9日    | 1    | 大阪城ホール（大阪府）                       |
| 2021年 | 全4公演 12月8日 - 18日       | RYO NISHIKIDO LIVE 2021 "SHABBY"                            | 12月   | 17日   | 1    | 幕張メッセ（千葉県）                         |
| 2021年 | 全4公演 12月8日 - 18日       | RYO NISHIKIDO LIVE 2021 "SHABBY"                            | 12月   | 18日   | 1    | 幕張メッセ（千葉県）                         |
| 2022年 | 全17公演 10月18日 - 12月20日 | RYO NISHIKIDO LIVE TOUR 2022 "Nocturnal"                    | 10月   | 18日   | 1    | LINE CUBE SHIBUYA（東京都）                  |
| 2022年 | 全17公演 10月18日 - 12月20日 | RYO NISHIKIDO LIVE TOUR 2022 "Nocturnal"                    | 10月   | 19日   | 1    | LINE CUBE SHIBUYA（東京都）                  |
| 2022年 | 全17公演 10月18日 - 12月20日 | RYO NISHIKIDO LIVE TOUR 2022 "Nocturnal"                    | 10月   | 21日   | 1    | 市川市文化会館（千葉県）                     |
| 2022年 | 全17公演 10月18日 - 12月20日 | RYO NISHIKIDO LIVE TOUR 2022 "Nocturnal"                    | 10月   | 26日   | 1    | フェスティバルホール（大阪府）               |
| 2022年 | 全17公演 10月18日 - 12月20日 | RYO NISHIKIDO LIVE TOUR 2022 "Nocturnal"                    | 10月   | 29日   | 1    | ロームシアター京都（京都府）                 |
| 2022年 | 全17公演 10月18日 - 12月20日 | RYO NISHIKIDO LIVE TOUR 2022 "Nocturnal"                    | 10月   | 30日   | 1    | 高崎芸術劇場（群馬県）                       |
| 2022年 | 全17公演 10月18日 - 12月20日 | RYO NISHIKIDO LIVE TOUR 2022 "Nocturnal"                    | 11月   | 2日    | 1    | 福岡サンパレス（福岡県）                     |
| 2022年 | 全17公演 10月18日 - 12月20日 | RYO NISHIKIDO LIVE TOUR 2022 "Nocturnal"                    | 11月   | 12日   | 1    | 倉敷市民会館（岡山県）                       |
| 2022年 | 全17公演 10月18日 - 12月20日 | RYO NISHIKIDO LIVE TOUR 2022 "Nocturnal"                    | 11月   | 14日   | 1    | グランキューブ大阪（大阪府）                 |
| 2022年 | 全17公演 10月18日 - 12月20日 | RYO NISHIKIDO LIVE TOUR 2022 "Nocturnal"                    | 11月   | 15日   | 1    | グランキューブ大阪（大阪府）                 |
| 2022年 | 全17公演 10月18日 - 12月20日 | RYO NISHIKIDO LIVE TOUR 2022 "Nocturnal"                    | 11月   | 21日   | 1    | 神戸国際会館（兵庫県）                       |
| 2022年 | 全17公演 10月18日 - 12月20日 | RYO NISHIKIDO LIVE TOUR 2022 "Nocturnal"                    | 11月   | 22日   | 1    | フェニーチェ堺（大阪府）                     |
| 2022年 | 全17公演 10月18日 - 12月20日 | RYO NISHIKIDO LIVE TOUR 2022 "Nocturnal"                    | 11月   | 27日   | 1    | 森のホール21（千葉県）                       |
| 2022年 | 全17公演 10月18日 - 12月20日 | RYO NISHIKIDO LIVE TOUR 2022 "Nocturnal"                    | 12月   | 1日    | 1    | 府中の森芸術劇場（東京都）                   |
| 2022年 | 全17公演 10月18日 - 12月20日 | RYO NISHIKIDO LIVE TOUR 2022 "Nocturnal"                    | 12月   | 6日    | 1    | 神奈川県民ホール（神奈川県）                 |
| 2022年 | 全17公演 10月18日 - 12月20日 | RYO NISHIKIDO LIVE TOUR 2022 "Nocturnal"                    | 12月   | 11日   | 1    | 愛知県芸術劇場（愛知県）                     |
| 2022年 | 全17公演 10月18日 - 12月20日 | RYO NISHIKIDO LIVE TOUR 2022 "Nocturnal"                    | 12月   | 20日   | 1    | 仙台サンプラザホール（宮城県）               |
| 2023年 | 全10公演 10月23日 - 11月16日 | RYO NISHIKIDO Fan Club Tour 2023 "Untitled"                 | 10月   | 23日   | 1    | KT Zepp Yokohama（神奈川県）                 |
| 2023年 | 全10公演 10月23日 - 11月16日 | RYO NISHIKIDO Fan Club Tour 2023 "Untitled"                 | 10月   | 24日   | 1    | KT Zepp Yokohama（神奈川県）                 |
| 2023年 | 全10公演 10月23日 - 11月16日 | RYO NISHIKIDO Fan Club Tour 2023 "Untitled"                 | 10月   | 25日   | 1    | Zepp Nagoya（愛知県）                        |
| 2023年 | 全10公演 10月23日 - 11月16日 | RYO NISHIKIDO Fan Club Tour 2023 "Untitled"                 | 11月   | 1日    | 1    | Zepp Haneda（東京都）                        |
| 2023年 | 全10公演 10月23日 - 11月16日 | RYO NISHIKIDO Fan Club Tour 2023 "Untitled"                 | 11月   | 2日    | 1    | Zepp Namba（大阪府）                         |
| 2023年 | 全10公演 10月23日 - 11月16日 | RYO NISHIKIDO Fan Club Tour 2023 "Untitled"                 | 11月   | 4日    | 1    | Zepp Fukuoka（福岡県）                       |
| 2023年 | 全10公演 10月23日 - 11月16日 | RYO NISHIKIDO Fan Club Tour 2023 "Untitled"                 | 11月   | 8日    | 1    | Zepp Sapporo（北海道）                       |
| 2023年 | 全10公演 10月23日 - 11月16日 | RYO NISHIKIDO Fan Club Tour 2023 "Untitled"                 | 11月   | 11日   | 1    | Zepp Namba（大阪府）                         |
| 2023年 | 全10公演 10月23日 - 11月16日 | RYO NISHIKIDO Fan Club Tour 2023 "Untitled"                 | 11月   | 12日   | 1    | Zepp Namba（大阪府）                         |
| 2023年 | 全10公演 10月23日 - 11月16日 | RYO NISHIKIDO Fan Club Tour 2023 "Untitled"                 | 11月   | 16日   | 1    | Zepp Haneda（東京都）                        |
| 2024年 | 全14公演 2月17日 - 4月13日   | RYO NISHIKIDO LIVE TOUR 2024 "NOMADOFNOWHERE"               | 2月    | 17日   | 1    | よこすか芸術劇場（神奈川県）                 |
| 2024年 | 全14公演 2月17日 - 4月13日   | RYO NISHIKIDO LIVE TOUR 2024 "NOMADOFNOWHERE"               | 2月    | 18日   | 1    | よこすか芸術劇場（神奈川県）                 |
| 2024年 | 全14公演 2月17日 - 4月13日   | RYO NISHIKIDO LIVE TOUR 2024 "NOMADOFNOWHERE"               | 2月    | 23日   | 1    | 福岡市民会館（福岡県）                       |
| 2024年 | 全14公演 2月17日 - 4月13日   | RYO NISHIKIDO LIVE TOUR 2024 "NOMADOFNOWHERE"               | 2月    | 28日   | 1    | LINE CUBE SHIBUYA（東京都）                  |
| 2024年 | 全14公演 2月17日 - 4月13日   | RYO NISHIKIDO LIVE TOUR 2024 "NOMADOFNOWHERE"               | 2月    | 29日   | 1    | LINE CUBE SHIBUYA（東京都）                  |
| 2024年 | 全14公演 2月17日 - 4月13日   | RYO NISHIKIDO LIVE TOUR 2024 "NOMADOFNOWHERE"               | 3月    | 2日    | 1    | 仙台サンプラザホール（宮城県）               |
| 2024年 | 全14公演 2月17日 - 4月13日   | RYO NISHIKIDO LIVE TOUR 2024 "NOMADOFNOWHERE"               | 3月    | 9日    | 1    | 名古屋国際会議場センチュリーホール（愛知県） |
| 2024年 | 全14公演 2月17日 - 4月13日   | RYO NISHIKIDO LIVE TOUR 2024 "NOMADOFNOWHERE"               | 3月    | 10日   | 1    | 府中の森芸術劇場（東京都）                   |
| 2024年 | 全14公演 2月17日 - 4月13日   | RYO NISHIKIDO LIVE TOUR 2024 "NOMADOFNOWHERE"               | 3月    | 23日   | 1    | オリックス劇場（大阪府）                     |
| 2024年 | 全14公演 2月17日 - 4月13日   | RYO NISHIKIDO LIVE TOUR 2024 "NOMADOFNOWHERE"               | 3月    | 24日   | 1    | オリックス劇場（大阪府）                     |
| 2024年 | 全14公演 2月17日 - 4月13日   | RYO NISHIKIDO LIVE TOUR 2024 "NOMADOFNOWHERE"               | 3月    | 30日   | 1    | 神戸国際会館（兵庫県）                       |
| 2024年 | 全14公演 2月17日 - 4月13日   | RYO NISHIKIDO LIVE TOUR 2024 "NOMADOFNOWHERE"               | 3月    | 31日   | 1    | ロームシアター京都（京都府）                 |
| 2024年 | 全14公演 2月17日 - 4月13日   | RYO NISHIKIDO LIVE TOUR 2024 "NOMADOFNOWHERE"               | 4月    | 7日    | 1    | さいたま市文化センター（埼玉県）             |
| 2024年 | 全14公演 2月17日 - 4月13日   | RYO NISHIKIDO LIVE TOUR 2024 "NOMADOFNOWHERE"               | 4月    | 13日   | 1    | LINE CUBE SHIBUYA（東京都）                  |
| 2024年 | 全7公演 9月12日 - 29日       | 錦戸亮 A-LIVE "歌葬"                                        | 9月    | 12日   | 1    | 神戸国際会館（兵庫県）                       |
| 2024年 | 全7公演 9月12日 - 29日       | 錦戸亮 A-LIVE "歌葬"                                        | 9月    | 15日   | 1    | 相模女子大学グリーンホール（神奈川県）       |
| 2024年 | 全7公演 9月12日 - 29日       | 錦戸亮 A-LIVE "歌葬"                                        | 9月    | 16日   | 1    | Niterra日本特殊陶業市民会館（愛知県）        |
| 2024年 | 全7公演 9月12日 - 29日       | 錦戸亮 A-LIVE "歌葬"                                        | 9月    | 18日   | 1    | LINE CUBE SHIBUYA（東京都）                  |
| 2024年 | 全7公演 9月12日 - 29日       | 錦戸亮 A-LIVE "歌葬"                                        | 9月    | 23日   | 1    | 市川市文化会館（千葉県）                     |
| 2024年 | 全7公演 9月12日 - 29日       | 錦戸亮 A-LIVE "歌葬"                                        | 9月    | 27日   | 1    | グランキューブ大阪（大阪府）                 |
| 2024年 | 全7公演 9月12日 - 29日       | 錦戸亮 A-LIVE "歌葬"                                        | 9月    | 29日   | 1    | 福岡サンパレスホテル&ホール（福岡県）        |
| 2025年 | 全1公演 11月3日（予定）      | RYO NISHIKIDO LIVE 2025                                     | 11月   | 3日    | 1    | 東京ガーデンシアター（東京都）               |

### イベント

#### リリースイベント
| 日程                            | イベントタイトル                                                 | 開催日 | 開催日 | 回数 | 会場                         |
| ------------------------------- | ---------------------------------------------------------------- | ------ | ------ | ---- | ---------------------------- |
| 全2公演 2019年12月16日・19日    | 錦戸亮 "NOMAD" リリース記念スペシャル・イベント                  | 12月   | 16日   | 1    | 神戸国際会館（兵庫県）       |
| 全2公演 2019年12月16日・19日    | 錦戸亮 "NOMAD" リリース記念スペシャル・イベント                  | 12月   | 19日   | 1    | LINE CUBE SHIBUYA（東京都）  |
| 全11公演 2021年3月5日 - 3月31日 | Note Release Event 2021                                          | 3月    | 5日    | 1    | Zepp Osaka Bayside（大阪府） |
| 全11公演 2021年3月5日 - 3月31日 | Note Release Event 2021                                          | 3月    | 6日    | 1    | Zepp Osaka Bayside（大阪府） |
| 全11公演 2021年3月5日 - 3月31日 | Note Release Event 2021                                          | 3月    | 10日   | 1    | Zepp Sapporo（北海道）       |
| 全11公演 2021年3月5日 - 3月31日 | Note Release Event 2021                                          | 3月    | 12日   | 1    | Zepp Tokyo（東京都）         |
| 全11公演 2021年3月5日 - 3月31日 | Note Release Event 2021                                          | 3月    | 13日   | 1    | Zepp Tokyo（東京都）         |
| 全11公演 2021年3月5日 - 3月31日 | Note Release Event 2021                                          | 3月    | 18日   | 1    | Zepp Nagoya（愛知県）        |
| 全11公演 2021年3月5日 - 3月31日 | Note Release Event 2021                                          | 3月    | 20日   | 1    | Zepp Fukuoka（福岡県）       |
| 全11公演 2021年3月5日 - 3月31日 | Note Release Event 2021                                          | 3月    | 26日   | 1    | Zepp Namba（大阪府）         |
| 全11公演 2021年3月5日 - 3月31日 | Note Release Event 2021                                          | 3月    | 27日   | 1    | Zepp Namba（大阪府）         |
| 全11公演 2021年3月5日 - 3月31日 | Note Release Event 2021                                          | 3月    | 28日   | 1    | SENDAI GIGS（宮城県）        |
| 全11公演 2021年3月5日 - 3月31日 | Note Release Event 2021                                          | 3月    | 31日   | 1    | Zepp DiverCity（東京都）     |
| 全2公演 2023年11月12日・15日    | 錦戸亮 LIVE TOUR 2022 "Nocturnal" リリース記念スペシャルイベント | 11月   | 12日   | 1    | Zepp Namba（大阪府）         |
| 全2公演 2023年11月12日・15日    | 錦戸亮 LIVE TOUR 2022 "Nocturnal" リリース記念スペシャルイベント | 11月   | 15日   | 1    | Zepp Haneda（東京都）        |

#### ファンミーティング
| 日程                       | イベントタイトル               | 開催日 | 開催日 | 回数 | 会場                       |
| -------------------------- | ------------------------------ | ------ | ------ | ---- | -------------------------- |
| 全9公演 2020年8月1日 - 6日 | RYO NISHIKIDO FAN MEETING 2020 | 8月    | 1日    | 3    | ぴあアリーナMM（神奈川県） |
| 全9公演 2020年8月1日 - 6日 | RYO NISHIKIDO FAN MEETING 2020 | 8月    | 2日    | 2    | ぴあアリーナMM（神奈川県） |
| 全9公演 2020年8月1日 - 6日 | RYO NISHIKIDO FAN MEETING 2020 | 8月    | 5日    | 2    | 大阪城ホール（大阪府）     |
| 全9公演 2020年8月1日 - 6日 | RYO NISHIKIDO FAN MEETING 2020 | 8月    | 6日    | 2    | 大阪城ホール（大阪府）     |

#### その他のイベント
| 開催年 | 開催日            | イベントタイトル                                             | 会場 |
| ------ | ----------------- | ------------------------------------------------------------ | --- |
| 2022年 | 3月4日 - 21日     | 錦戸亮 "Note" 展覧会 in OIOI                                 | 有楽町マルイ（東京都） |
| 2022年 | 3月21日           | 錦戸亮 "Note" 上映会 in UNITED CINEMAS                       | ユナイテッド・シネマ アクアシティお台場（東京都） ユナイテッド・シネマ豊橋18（愛知県） ユナイテッド・シネマ岸和田（大阪府） ユナイテッド・シネマ枚方（大阪府） ユナイテッド・シネマキャナルシティ13（福岡県） ユナイテッド・シネマ札幌（北海道） |
| 2022年 | 4月12日 - 18日    | FIND YOUR STORY -Exhibition of Ryo Nishikido & Jin Akanishi- | ZERO BASE神宮前（東京都） |
| 2022年 | 5月20日 - 6月12日 | 錦戸亮 "もうひとつのNote" 展覧会 in OIOI                     | なんばマルイ（大阪府） |

## サポートメンバー
※メンバーは流動的であり、自身のソロ活動のライブ等に参加経験のあるミュージシャンを記述。
- ギター
  - 黒田晃年[49]
  - 田口慎二[54]
  - 草刈浩司[225]
  - Peach[226]
- ベース
  - 目黒郁也[49]
  - 山口寛雄[54]
  - 安達貴史[227]
  - 前田逸平[228]
- ドラムス
  - 加藤久幸[49]
  - 河村吉宏[54]
  - 吉田雄介（tricot）[229]
  - 藤原佑介[72]
  - 矢尾拓也[230]
- キーボード
  - 松本ジュン[54]
  - 鮎京春輝[231]
  - 井上薫[49]
  - 幡宮航太[232]
- ヴァイオリン
  - 谷崎舞[233]
  - 島内晶子[234]
  - 門倉茜[235]
- ヴィオラ
  - 大辻ひろの[236]
- チェロ
  - 冨田千晴[237]
- トランペット
  - 斎藤幹雄[72]
- サックス
  - 佐藤公彦[72]

## 楽曲制作
- 特記がない限り関ジャニ∞の作品・メンバー。
- ソロ活動の楽曲は割愛。
- 「初収録作品」にて、特定形態のみの収録等の詳細については個々のページを参照。

### CD収録曲（楽曲制作）
| 曲名                     | 担当             | アーティスト     | 初収録作品                         | 作品コード | 備考      |
| ------------------------ | ---------------- | ---------------- | ---------------------------------- | ---------- | --------- |
| ∞レンジャー              | 作詞             | 関ジャニ∞        | ER                                 | 128-7152-4 | [ 注 42 ] |
| ∞SAKAおばちゃんROCK      | 作詞             | 関ジャニ∞        | ∞SAKAおばちゃんROCK/大阪ロマネスク | 132-2489-1 | [ 注 43 ] |
| Potential                | 作詞・作曲・編曲 | 錦戸亮           | NOMAD（ソロ）                      | 137-0156-8 |           |
| stereo                   | 作詞・作曲・編曲 | 錦戸亮           | KJ2 ズッコケ大脱走                 | 141-2049-6 | [ 注 44 ] |
| code                     | 作詞             | 錦戸亮           | pacific（NEWS）                    | 138-5464-0 |           |
| ∞o'clock 08              | 作詞             | 関ジャニ∞        | 無責任ヒーロー                     | 126-6072-8 | [ 注 45 ] |
| fuka-fuka Love the Earth | 作詞             | 関ジャニ∞        | 無責任ヒーロー                     | 151-1016-8 | [ 注 46 ] |
| ordinary                 | 作詞・作曲・編曲 | 錦戸亮           | color（NEWS）                      | 154-2660-2 | [ 注 44 ] |
| Half Down                | 作詞・作曲       | 錦戸亮           | PUZZLE                             | 159-0617-5 | [ 注 47 ] |
| Snow White               | 作詞・作曲       | 関ジャニ∞        | GIFT 〜緑〜                        | 164-6375-7 | [ 注 48 ] |
| Share                    | 作詞・作曲       | NEWS             | LIVE（NEWS）                       | 157-5141-4 | [ 注 49 ] |
| monologue                | 作詞・作曲・編曲 | 錦戸亮           | 8UPPERS                            | 500-5708-1 |           |
| 9号車2番A席              | 作詞・作曲・編曲 | 渋谷・錦戸       | 365日家族                          | 174-6351-3 | [ 注 50 ] |
| スケアクロウ             | 作詞・作曲       | 錦戸亮           | FIGHT                              | 181-4603-1 | [ 注 51 ] |
| Your WURLITZER           | 作詞・作曲       | 関ジャニ∞        | JUKE BOX                           | 708-5132-8 | [ 注 52 ] |
| ビースト!!               | 作詞             | 村上・丸山・錦戸 | JUKE BOX                           | 708-5542-1 |           |
| All is well              | 作詞             | 関ジャニ∞        | JUKE BOX                           | 708-6015-7 | [ 注 45 ] |
| おえかき                 | 作詞・作曲       | 関ジャニ∞        | 関ジャニズム                       | 205-5662-4 | [ 注 53 ] |
| アイスクリーム           | 作詞・作曲       | 安田・錦戸       | 関ジャニズム                       | 205-5670-5 | [ 注 48 ] |
| 元気が出るSONG           | 作詞・作曲・編曲 | 関ジャニ∞        | 関ジャニ∞の元気が出るCD!!          | 713-6625-3 | [ 注 54 ] |
| バナナジュース           | 作詞             | 横山・錦戸       | 関ジャニ∞の元気が出るCD!!          | 214-6952-1 |           |
| Heavenly Psycho          | 編曲             | 関ジャニ∞        | 侍唄 (さむらいソング)              | 0T4-7022-9 | [ 注 55 ] |
| Tokyoholic               | 作詞・作曲・編曲 | 関ジャニ∞        | なぐりガキBEAT                     | 224-5825-5 |           |
| BJ                       | 編曲             | 関ジャニ∞        | なぐりガキBEAT                     | 148-0309-7 |           |
| Traffic                  | 作詞・作曲・編曲 | 関ジャニ∞        | ジャム                             | 229-0762-9 | [ 注 56 ] |
| All you need is laugh    | 作詞・作曲・編曲 | 関ジャニ∞        | ここに                             | 239-5887-1 | [ 注 57 ] |
| 月曜から御めかし         | 作詞             | 関ジャニ∞        | crystal                            | 726-6014-7 |           |
| Not Bad                  | 作詞・作曲       | N/A              | NO GOOD（N/A）                     | 256-9799-4 |           |
| ラップダンス             | 作詞             | N/A              | NO GOOD（N/A）                     | 256-9800-1 | [ 注 58 ] |

### CD未収録曲（楽曲制作）
※初収録された映像作品を記述。
| 曲名           | 担当       | アーティスト | 初収録作品      | 作品コード | 備考      |
| -------------- | ---------- | ------------ | --------------- | ---------- | --------- |
| ∞o'clock       | 作詞       | 関ジャニ∞    | Spirits!!       | 126-6072-8 | [ 注 45 ] |
| 盲点           | 作詞・作曲 | 錦戸亮       | 未収録          | 130-6728-1 | [ 注 59 ] |
| レース         | 作詞・作曲 | 錦戸亮       | Heat up!        | 132-4955-0 |           |
| 5 SEC.         | 作詞       | 錦戸亮       | 未収録          | 134-1040-7 |           |
| いっこにこにこ | 作詞・作曲 | 錦戸亮       | 8EST（特典DVD） | 500-8543-3 | [ 注 60 ] |
| ∞o'clock 19    | 作詞       | 関ジャニ∞    | 十五祭          | 126-6072-8 | [ 注 45 ] |

## 楽曲提供

### 他アーティスト提供曲
| 曲名     | アーティスト | 担当 | 初収録作品     | 作品コード | 備考      |
| -------- | ------------ | ---- | -------------- | ---------- | --------- |
| Hey Girl | 赤西仁       | 作曲 | NO GOOD（N/A） | 167-5481-6 | [ 注 61 ] |

### 番組ジングル
| 番組名 | 登録名                 | 担当 | 作品コード | 備考 |
| ------ | ---------------------- | ---- | ---------- | ---- |
| 関パニ | 関パニBALLADE          | 作曲 | 169-8327-1 |      |
| 関パニ | 関パニBLUES            | 作曲 | 169-8337-8 |      |
| 関パニ | 関パニUK.ROCK          | 作曲 | 169-8345-9 |      |
| 関パニ | 関パニUS.ROCK          | 作曲 | 169-8349-1 |      |
| 関パニ | 関パニつぶやきジングル | 作曲 | 169-8352-1 |      |

## ソロ・ユニット曲
※特記の無い限り関ジャニ∞の作品・メンバーを記述。

### CD収録曲（ソロ・ユニット曲）
- 表記は発売および収録順。
- 「初収録作品」にて、特定形態のみの収録等の詳細については個々のページを参照。

| タイトル        | クレジット                                     | 初収録作品                      | 作品コード | 備考      |
| --------------- | ---------------------------------------------- | ------------------------------- | ---------- | --------- |
| stereo          | 作詞・作曲：錦戸亮 編曲：錦戸亮、林部直樹      | KJ2 ズッコケ大脱走              | 141-2049-6 |           |
| code            | 作詞：錦戸亮 作曲：長瀬弘樹 編曲：黒須克彦     | pacific（NEWS）                 | 138-5464-0 |           |
| ordinary        | 作詞・作曲：錦戸亮 編曲：錦戸亮、林部直樹      | color（NEWS）                   | 154-2660-2 |           |
| Half Down       | 作詞：錦戸亮、HIKARI 作曲：錦戸亮 編曲：HIKARI | PUZZLE                          | 159-0617-5 |           |
| monologue       | 作詞・作曲・編曲：錦戸亮                       | 8UPPERS                         | 500-5708-1 |           |
| スケアクロウ    | 作詞・作曲：錦戸亮 編曲：野間康介              | FIGHT                           | 181-4603-1 |           |
| 俺FOR ALL FOR俺 | 作詞：堤幸彦 作曲：堤博明 編曲：久米康隆       | エイトレンジャー（映画 特典CD） |            | [ 注 63 ] |
| Potential       | 作詞・作曲・編曲：錦戸亮                       | NOMAD（ソロ）                   | 137-0156-8 | [ 注 64 ] |

| タイトル             | クレジット                                                                | メンバー           | 初収録作品                | 作品コード | 備考 |
| -------------------- | ------------------------------------------------------------------------- | ------------------ | ------------------------- | ---------- | ---- |
| 恋焼け               | 作詞：稀月真皓 作曲・編曲：Shusui, Henric Uhrbom, Julius Bengtsson        | 手越祐也・草野博紀 | touch（NEWS）             | 0T6-5021-9 |      |
| 疾走! Friday Night   | 作詞・作曲：松木泰二郎 編曲：スクービードゥー                             | 内博貴             | touch（NEWS）             | 123-2718-2 |      |
| 果テナキ空           | 作詞：久保田洋司 作曲：飯田建彦 編曲：長岡成貢                            | 安田               | KJ1 F・T・O               | 130-3719-6 |      |
| それでイイんじゃない | 作詞・作曲：成海カズト 編曲：石塚知生                                     | 村上・大倉         | KJ1 F・T・O               | 130-3729-3 |      |
| 愛なんて             | 作詞：zopp 作曲・編曲：Sharon Vaughn, Didrik Thott, Sebastian Thott       | 加藤成亮・手越祐也 | pacific（NEWS）           | 0X6-0523-4 |      |
| ケセナイ             | 作詞：Azuki 作曲・編曲：福士健太郎 ストリングスアレンジ：クラッシャー木村 | 加藤成亮・手越祐也 | color（NEWS）             | 154-2637-8 |      |
| 9号車2番A席          | 作詞：渋谷すばる、錦戸亮 作曲：錦戸亮 編曲：錦戸亮、大西省吾              | 渋谷               | 365日家族                 | 174-6351-3 |      |
| ビースト!!           | 作詞：錦戸亮 作曲：朱鷺羽ソウ 編曲：高橋浩一郎                            | 村上・丸山         | JUKE BOX                  | 708-5542-1 |      |
| アイスクリーム       | 作詞・作曲：安田章大、錦戸亮 編曲：野間康介                               | 安田               | 関ジャニズム              | 205-5670-5 |      |
| バナナジュース       | 作詞：錦戸亮 作曲：岡本修 編曲：大西省吾 ブラスアレンジ：YOKAN            | 横山               | 関ジャニ∞の元気が出るCD!! | 214-6952-1 |      |
| Steal your love      | 作詞：SHIKATA 作曲：SHIKATA、KAY 編曲：Peach                              | 大倉               | パノラマ                  | 715-8846-9 |      |
| ノスタルジア         | 作詞：田中秀典 作曲・編曲：蔦谷好位置                                     | 丸山・安田・大倉   | ジャム                    | 229-0987-7 |      |

### CD未収録曲（ソロ・ユニット曲）
- 表記は50音順。
- JASRAC公式サイトの「作品データベース検索サービス」の検索結果をもとに記述。

| タイトル                            | クレジット                            | 初収録作品               | 作品コード | 備考      |
| ----------------------------------- | ------------------------------------- | ------------------------ | ---------- | --------- |
| 愛以外のなんでもない                | 作詞：久保田洋司 作曲：岩田雅之       | Spirits!!                | 126-6057-4 |           |
| OUR ROAD                            | 作詞：堤幸彦 作曲・編曲：堤博明       | エイトレンジャー（映画） | 202-4247-6 | [ 注 63 ] |
| いっこにこにこ                      | 作詞・作曲：錦戸亮                    | 8EST（特典DVD）          | 500-8543-3 | [ 注 65 ] |
| 強き心で行け                        | 作詞：久保田洋司 作曲：谷本新         | 未収録                   | 128-7086-2 |           |
| 東京ノーザンサイド                  | 作詞：堤幸彦 作曲・編曲：堤博明       | エイトレンジャー（映画） | 202-4244-1 | [ 注 63 ] |
| 5 SEC.                              | 作詞：錦戸亮 作曲：velvetronica       | 未収録                   | 134-1040-7 |           |
| 二人は赤道 〜トリニダード・トバゴ〜 | 作詞：堤幸彦 作曲・編曲：堤博明       | エイトレンジャー（映画） | 202-4242-5 | [ 注 63 ] |
| 盲点                                | 作詞：錦戸亮 作曲：錦戸亮、中江川力也 | 未収録                   | 130-6728-1 |           |
| レース                              | 作詞・作曲：錦戸亮                    | Heat up!                 | 132-4955-0 |           |

| タイトル | クレジット                                             | メンバー   | 初収録作品                | 作品コード | 備考      |
| -------- | ------------------------------------------------------ | ---------- | ------------------------- | ---------- | --------- |
| Glorious | 作詞：Samuel Waermo 作曲・編曲：Samuel Waermo, TJ Mixx | 渋谷・大倉 | PUZZLE（特典DVD）         | 1A0-1387-7 |           |
| torn     | 作詞：白鷺剛 作曲：飯岡隆志 編曲：CHOKKAKU             | 大倉       | 無責任ヒーロー（特典DVD） | 151-0963-1 |           |
| ロメオ   | 作詞・作曲:オオヤギヒロト                              | 小山慶一郎 | 未収録                    | 131-1873-1 | [ 注 66 ] |

### その他
- この星で生まれて （B.B.A.として・ビデオ『素顔2』収録）
- 出会いは偶然、別れは必然 （舞台『X'mas party 2003』で披露：未収録）
- OPEN YOUR EYES （舞台『SUMMER STORM』：未収録）

## 書籍

### 雑誌連載
- 錦戸 亮のなんてったってパパドル！（『TV LIFE』2012年9号 - ）